# Stary Sieraków
Stary Sieraków – część wsi Sieraków w Polsce, położona w województwie podkarpackim, w powiecie niżańskim, w gminie Harasiuki.
Wierni Kościoła rzymskokatolickiego należą do parafii Matki Bożej Królowej Polski w Hucisku.